# Pavel Badea
Pavel Badea (Craiova, 10 juni 1967) is een Roemeens voormalig voetballer.

## Roemeens voetbalelftal
Badea debuteerde in 1990 in het Roemeens nationaal elftal en speelde negen interlands, waarin hij twee keer scoorde.

## Erelijst

### Club
Universitatea Craiova
- Divizia A: 1990/91
- Roemeense beker: 1990/91

Suwon Bluewings
- K League Classic: 1998

Kashiwa Reysol
- Japanse League Cup: 1999